# آلن آلتین‌اغلو
آلن آلتین‌اغلو (ارمنی: Ալեն Ալթինօղլու زادهٔ ۹ اکتبر ۱۹۷۵) رهبر ارکستر فرانسوی با اصالت ارمنی است. او یک استاد دانشگاه نیز هست. او رهبر اصلی اپرای لا مونه در بروکسل و ارکستر رادیو فرانکفورت است و در خانه‌های اپرا، سالن‌ها و جشنواره‌های بین‌المللی مختلفی اجرا کرده است. وی در کنسرواتوار پاریس به عنوان یک استاد تدریس می‌کند.

## زندگی و حرفه
آلتین‌اغلو در پاریس و در خانواده‌ای ارمنی که اصالتاً اهل استانبول بودند، متولد شد. او موسیقی را در کنسرواتوار ملی عالی موسیقی و رقص پاریس آموخت. او پس از اتمام تحصیلات خود در این کنسرواتوار، به هیئت علمی آن پیوست و در سال ۲۰۱۴ مدیر کلاس رهبری شد.
آلتین‌اغلو یکی از نخستین رهبران ارکستری است که یک اثر متشکل از موسیقی الکترونیک را رهبری کرده است. در سال ۲۰۰۶، او ارکستر سمفونیکی را رهبری کرد که در کنار او جف میلز (آهنگ‌ساز آمریکایی) حضور داشت.
آلتین‌اغلو نخستین بار در سال ۲۰۱۱ به‌عنوان رهبر مهمان با لا مونه همکاری کرد و تولید سیندرلون اثر ماسنه را رهبری کرد. در سپتامبر ۲۰۱۵، لا مونه اعلام کرد که آلتین‌اغلو به‌عنوان مدیر موسیقی جدید این مجموعه از ژانویه ۲۰۱۶ منصوب شده است؛ این اولین سمت رسمی او در یک خانه اپرا بود. در دسامبر ۲۰۱۹، لا مونه قرارداد آلتین‌اغلو را تا سال ۲۰۲۵ تمدید کرد و سپس همین قرارداد را بار دیگر تا سال ۲۰۳۱ تمدید کرد. او اپراهایی را در اپرای دولتی وین، مِتروپولیتن اپرا، جشنواره اکس آن پرووانس و اپرای دولتی باواریا در مونیخ رهبری کرده است. در جشنواره بایرویت، او اجراهای سال ۲۰۱۵ لوهنگرین را در تولید هانس نوی‌نفلس رهبری کرد؛ رهبری او به‌صورت «پرشور، هیجان‌انگیز، با احساس، دراماتیک و در عین حال بسیار شفاف» توصیف شد. در سال ۲۰۱۳ آلن رهبری سمفونی یک بالماسکه اثر وردی را در شورژی اورانژ بر عهده داشت.

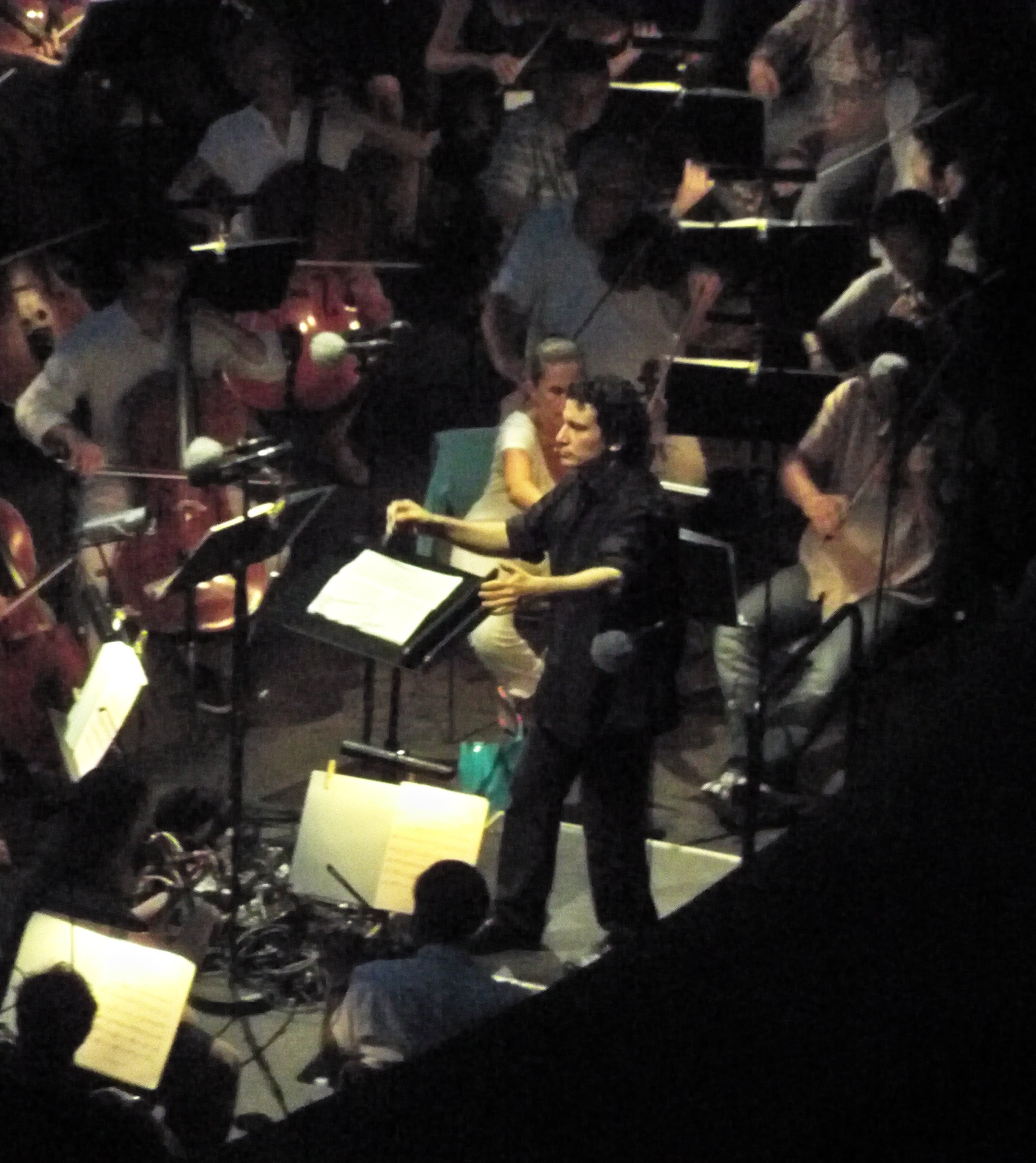
آلن درحال رهبری یک بالماسکه اثر وردی در شورژی اورانژ در سال ۲۰۱۳

در اوت ۲۰۱۹، آلتین‌اغلو نخستین بار ارکستر ارکستر رادیو فرانکفورت را به‌عنوان رهبر مهمان رهبری کرد. در دسامبر ۲۰۱۹، ارکستر سمفونی رادیو هسن اعلام کرد که آلتین‌اغلو به‌عنوان رهبر اصلی جدید ارکستر منصوب شده است که این انتصاب از فصل ۲۰۲۱/۲۲ آغاز می‌شود و این نخستین سمت رهبری ارکستر سمفونیک او بود. فرانکفورتر روندشاو دربارهٔ کنسرت آغازین او نوشت: «شفاف، دقیق و کاملاً هماهنگ» ("Plastisch, prägnant, perfekt koordiniert"). در مه ۲۰۲۳، هسیشر روندفونک تمدید قرارداد آلتین‌اغلو را به‌عنوان رهبر اصلی ارکستر تا فصل ۲۰۲۷–۲۰۲۸ اعلام کرد. این ارکستر به‌طور سنتی کنسرت افتتاحیه جشنواره موسیقی راین‌گاو را در صومعه ابرباخ اجرا می‌کند، جایی که آلتین‌اغلو در سال ۲۰۲۳ موسیقی فرانسه، مانند استابات ماتر اثر پولنک را با گروه کُر رادیوی ام‌دی‌آر اجرا کرد.
آلتین‌اغلو با یک متزوسوپرانو به نورا گوبیش ازدواج کرده است. این زوج در کنار یکدیگر در کنسرت‌ها اجرا داشته و آثار مشترکی ضبط کرده‌اند.آلتین‌اغلو همچنین آثار دیگری را به صورت تجاری بر روی سی‌دی و دی‌وی‌دی ضبط کرده است که از جمله آن‌ها می‌توان به «پِرِلا، مردی از دود» اثر پاسکال دوساپن، فیسک اثر لالو، ژاندارک بر آتش اثر هونگر و ترز اثر ماسنه اشاره کرد.

## جوایز
در سال ۲۰۲۳ نشان افیسیر از انجمن نظم هنر و ادبیات فرانسه به آلن آلتین‌اغلو اهدا شد.